# Bandera de tinta

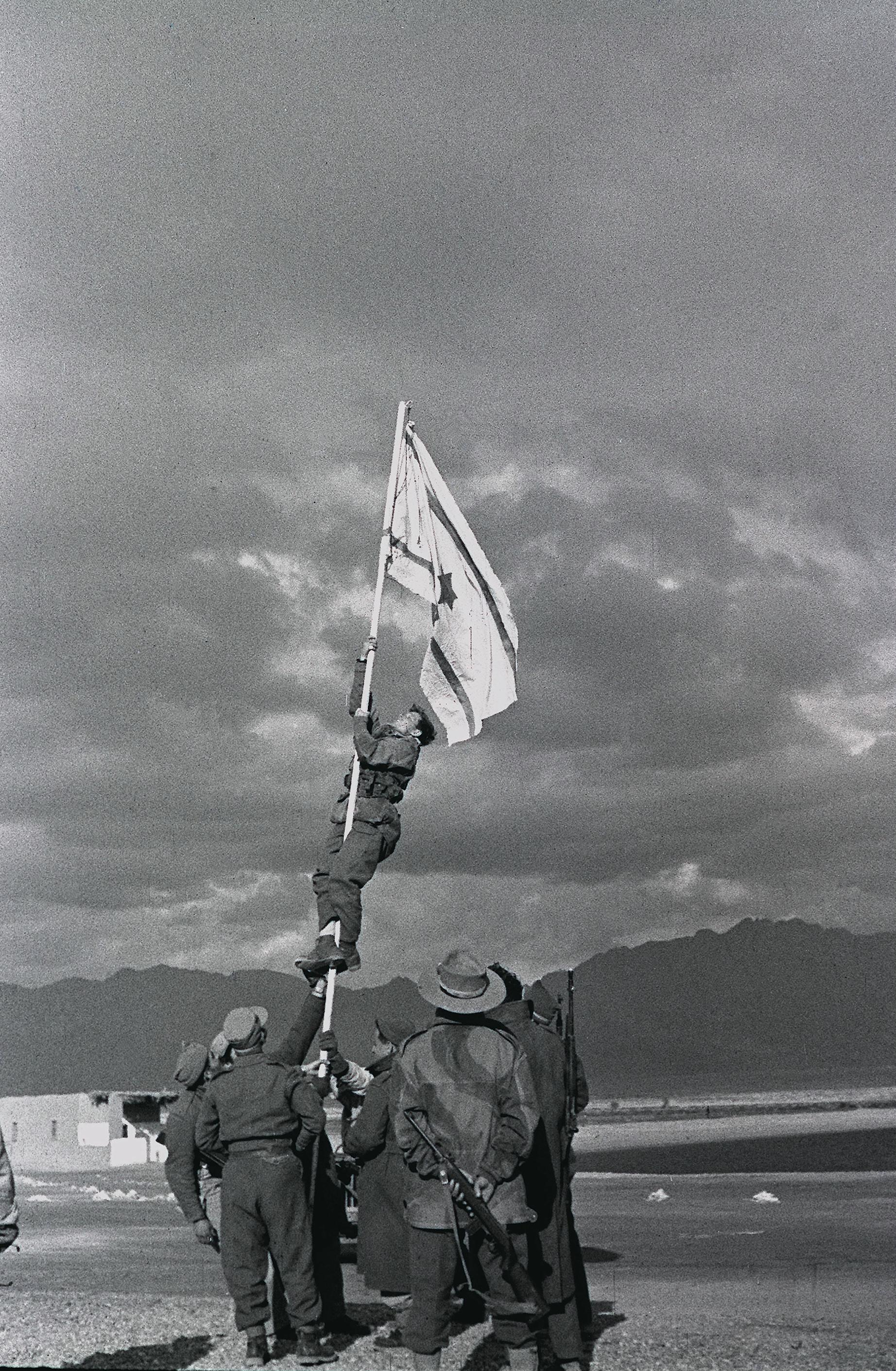
Alzando la bandera de tinta, fotografía de Micha Perry. El hombre que está más arriba es Abraham Adan.

Reconstrucción moderna de la bandera

La bandera de tinta (en hebreo: דֶּגֶל הַדְּיוֹ‎: , Degel HaDyo) fue una bandera de Israel hecha a mano e izada durante la guerra árabe-israelí de 1948 para señalar la captura de Umm Rashrash.

## Historia
El 5 de marzo de 1949, Israel puso en marcha la operación Uvda, la última maniobra de la guerra. El 10 de marzo las Fuerzas de Defensa de Israel llegaron a espaldas del mar Rojo en Umm Rashrash, al oeste de Aqaba en el área de la bíblica Elath, y la capturaron sin batalla alguna. Las brigadas del Neguev y del Golán formaron parte de esta operación. Tras la captura de la posición, los soldados dibujaron con tinta una bandera de Israel sobre una sabana blanca que fue levantada por Abraham Adan, el comandante de la compañía del 8.º batallón de la brigada del Neguev.
La bandera improvisada se fabricó por orden del comandante Nahum Sarig, cuando descubrió que su brigada no contaba con una bandera de Israel. Los soldados encontraron una sabana, y dibujaron sobre ella dos franjas de tinta y cosieron una estrella de David que cogieron de un kit de primeros auxilios.
En Eilat, se conmemora el evento con una escultura de bronce construida por el escultor Bernard Reder La fotografía del izado de la bandera de tinta fue tomada por los soldados Micha Perry, y tiene cierto parecido con la fotografía Alzando la bandera en Iwo Jima, tomada durante la Segunda Guerra Mundial.

### Otros artículos
- Eilat
- Bandera de Israel
- Guerra árabe-israelí de 1948